# Очкарик
«Очкарик» — радянський дитячий телевізійний фільм режисера  Альгимантаса Відугіріса. Випущений у 1972 році студією «Кіргізтелефільм».

## Сюжет
Хлопчисько Кубаничбек, добрий, але дуже маленький, щоб протистояти компанії нахабних однокласників, дружить з дівчинкою Бермет. Однокласники ображають і її, і самого Кубаничбека. Він часто мріє, як, ставши сильним, захищає Бермет і карає її кривдників. І ось, на літні канікули він їде на озеро Іссик-Куль, до свого дядька, де допомагає тому пасти овець, вести господарство. За літо Кубаничбек зміцнів і підріс і, повернувшись в місто, вже зміг постояти за себе і свою подружку.

## У ролях
- Кубаничбек Алибаєв — Кубаничбек, очкарик
- Бермет Малікова — Бермет
- Олег Каркавцев — Женя
- Андрій Сопуєв — однокласник
- Андрій Губанов — однокласник
- Ельміра Іліпаєва — сусідка
- Советбек Джумадилов — батько Кубаничбека
- Маргарита Ківатська — мама Жені

## Знімальна група
- Режисер — Альгімантас Відугіріс
- Сценарист — Альгімантас Відугіріс
- Оператор — Костянтин Орозалієв
- Композитор — Шандор Каллош